# Atsuko Shinomura
Atsuko Shinomura –en japonés: 篠村敦子, Shinomura Atsuko– (15 de marzo de 1979) es una deportista japonesa que compitió en lucha libre. Ganó una medalla de oro en el Campeonato Mundial de Lucha de 1998, en la categoría de 51 kg.

## Palmarés internacional
| Campeonato Mundial | Campeonato Mundial | Campeonato Mundial | Campeonato Mundial |
| Año                | Lugar              | Medalla            | Categoría          |
| ------------------ | ------------------ | ------------------ | ------------------ |
| 1998               | Poznań (Polonia)   | Medalla de oro     | 51 kg              |